# 黔中之戰
黔中之戰發生於前280年，戰國時代秦國攻打楚國的一場戰爭。
秦國國相張儀曾提出連橫的策略。秦昭襄王自白起在前293年領軍於伊闕之戰大敗韓、魏二國後，根據張儀定下的策略，便開始密謀由西南方向進攻楚國，即是由西向東經巴、蜀兩地對楚國實行迂迴進攻戰略，直搗楚國腹地黔中。秦昭襄王三十五年（前280年），秦昭襄王命令將軍司馬錯率大軍由隴西(今甘肅臨洮)進入今四川，增補巴、蜀兩地軍隊十萬；然後乘坐大舶船萬艘，載米六百萬斛，從巴地的涪水南下，進攻楚國。秦軍戰勝重重困難，翻越現今的岷山山脈、摩天嶺山脈、雲貴高原，終於出其不意地攻到楚國後方。當時，楚軍主力集結西北部的秦、楚邊境前線，後方軍力空虛。遭受司馬錯突然進攻，楚軍猝不及防，損失大片土地。秦軍攻佔楚國的黔中郡。楚頃襄王被迫獻上庸(今湖北省竹山縣)及漢水以北地區給予秦國。
黔中之戰不單使秦國佔領了楚國大片土地，亦為翌年白起帶領秦軍在鄢郢之戰中大破楚國都城打下基礎。